# Belakang Gunung
Belakang Gunung is een bestuurslaag in het regentschap Natuna van de provincie Riau-archipel, Indonesië. Belakang Gunung telt 318 inwoners (volkstelling 2010).